# سرداب كنيسة

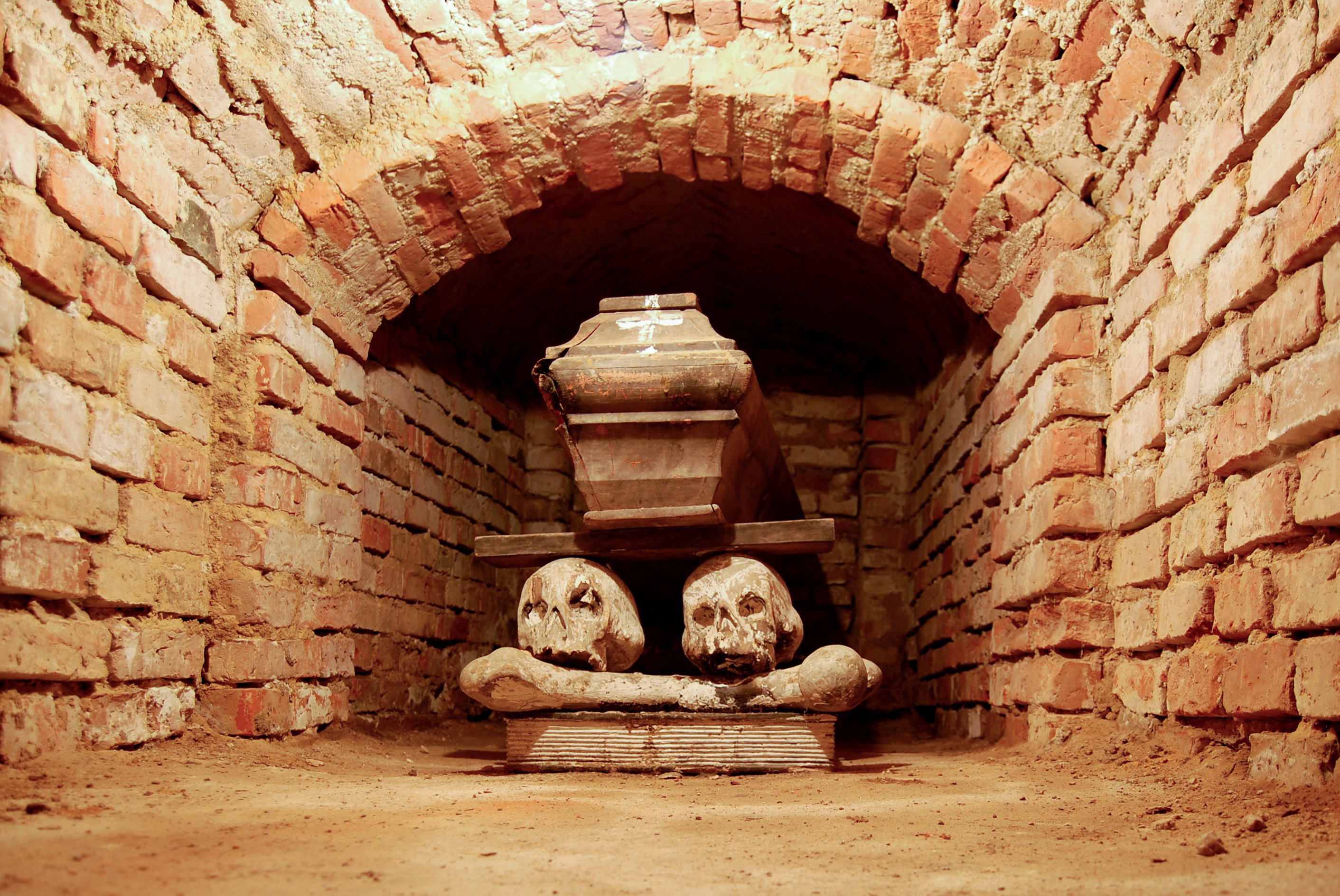
سرداب في ولا جولوسكا (Wola Gułowska)، مقاطعة لوبيلسكي، بولندا

الدِّيمَاس أو القبو أو السرداب  (أو مستودع الكنائس والمعابد) في العمارة (بالإنلجيزية: crypt) هو غرفة حجرية أو قنطرة تحت أرض قبو الدفن ومن الممكن أن يحتوي على ناووس أو تابوت أو ذخيرة.
عُثر على السرداب في الأساس أسفل الأوج الرئيس للكنيسة، مثل دير القديسة جيرمان في أوكسير، ولكن مؤخرًا كان موقعه تحت صحن (كنيسة) وجناح (كنيسة) أيضًا. وفي بعض الأحيان كانت الكنائس تُبنى على ارتفاع أعلى من المعهود لاستيعاب السرداب في مستوى سطح الأرض، مثل كنيسة سانت مايكل في هيلدسهايم، ألمانيا.

## التطور

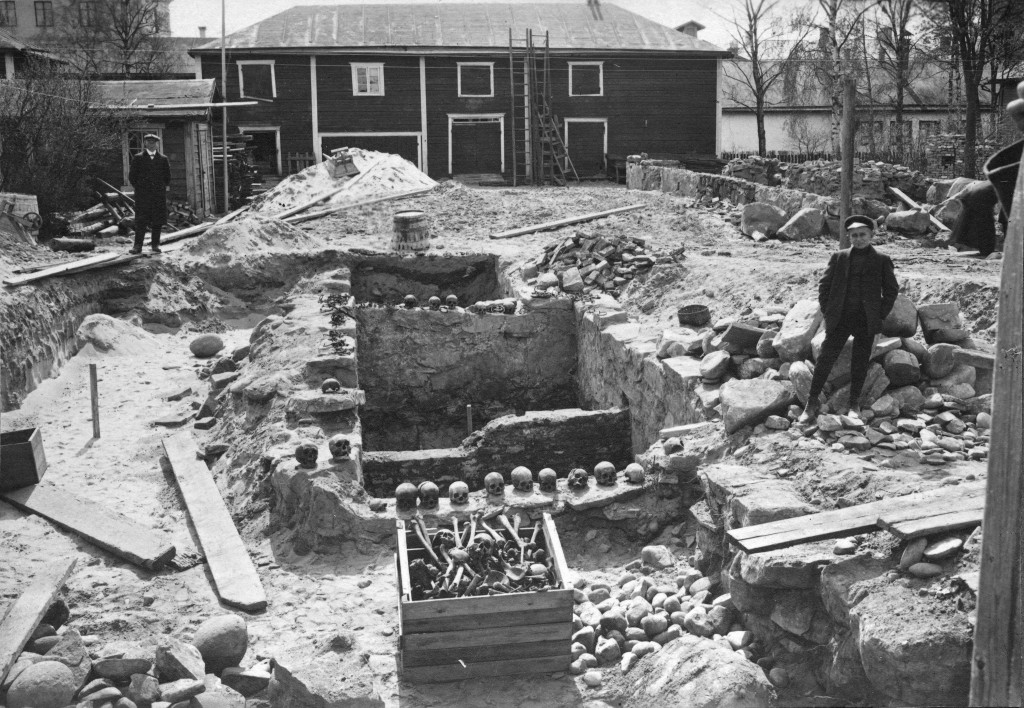
سرداب من القرن السابع عشر عُثر عليه في عام 1911، بوري، فنلندا.

عُرف السرداب في الفترة الأولى للمسيحية، وعلى وجه التحديد في شمال إفريقيا في الشلف وجميلة في الجزائر وبيزنطة في ستوديو القديس يوحنا في القسطنطينية. حيث كانت الكنائس المسيحية تُبنى على ميثراس، وفي كثير من الأحيان كانت تُهيأ لتكون سردابًا.
فقد تطور السرداب الشهير في كاتدرائية القديس بطرس القديمة في روما على مدار 600 عام تقريبًا، كوسيلة ليحظى الحجاج بنظرة على مقبرة القديس بطرس التي تقع، وفقًا للطراز الروماني، مباشرة تحت المذبح المرتفع. وكان الوصول للمقبرة عبر ممر تحت الأرض أسفل المعبد، حيث يتمكن الحجاج من الدخول على سلم، ويمرون عبر المقبرة ويخرجون منها دون مقاطعة خدمة مجتمع رجال الدين في المذبح الذي يقع فوقهم مباشرة.
لقد أُدخلت السراديب في الكنيسة الفرنجية المبنية في منتصف القرن الثامن، كسمة من سمات إضفاء الطابع الروماني عليها. ثم انتشرت شعبيتها على نطاق واسع في أوروبا الغربية تحت حكم شارلمان. الأمثلة على هذه الفترة هي الأكثر شيوعًا في الغرب في أوائل العصور الوسطى، على سبيل المثال في منطقة بورغندي في ديجون ووتورنو.
وبعد القرن العاشر في أوائل العصور الوسطى لم يعد هناك حاجة للسرداب، وسمح مسؤولو الكنيسة بأن توضع الآثار المقدسة في الطابق الرئيس للكنيسة. وبحلول العصر القوطي نادرًا ما كانت تُبنى السراديب، ومع ذلك استمر بناء قبو الدفن تحت الكنائس ويشار إليها على أنها سراديب.

## قبو الدفن
في العصور الحديثة، غالبًا ما يكون السرداب قبو دفن أو غرفة حجرية تستخدم لتخزين الميت. عادة ما تكون السراديب في المقابر وتحت المباني الدينية العامة، مثل الكنائس أو الكاتدرائية، ولكنها توجد في كثير من الأحيان أيضًا تحت الضريح أو الكنيسة الصغيرة في البنايات الشخصية. وغالبًا ما يكون للأسر الثرية أو الراقية «سرداب عائلة» أو «قبو» يدفن فيه جميع أفراد الأسرة. وعلى سبيل المثال تمتلك العديد من العائلات الملكية سراديب كبيرة تحتوي على جثث العشرات من أفراد العائلة الملكية السابقة. وفي بعض المواقع يُشتهر السرداب الموجود فوق الأرض بـالضريح، والذي يشير أيضًا إلى أي مبنى الغرض منه الدفن فيه سواء لفرد أو عدد من الشعب.
كان هناك اتجاه في القرن التاسع عشر ببناء السراديب على عقارات العائلة من متوسطة إلى كبيرة الحجم، وعادة ما توضع ببراعة على حافة الأرض أو الأكثر شيوعًا هو إدراجها في القبو. وغالبًا ما تُحظر بعد تغيير المالك ولا تسمح سندات المنزل بإعادة تطوير هذه المنطقة.

## معرض الصور

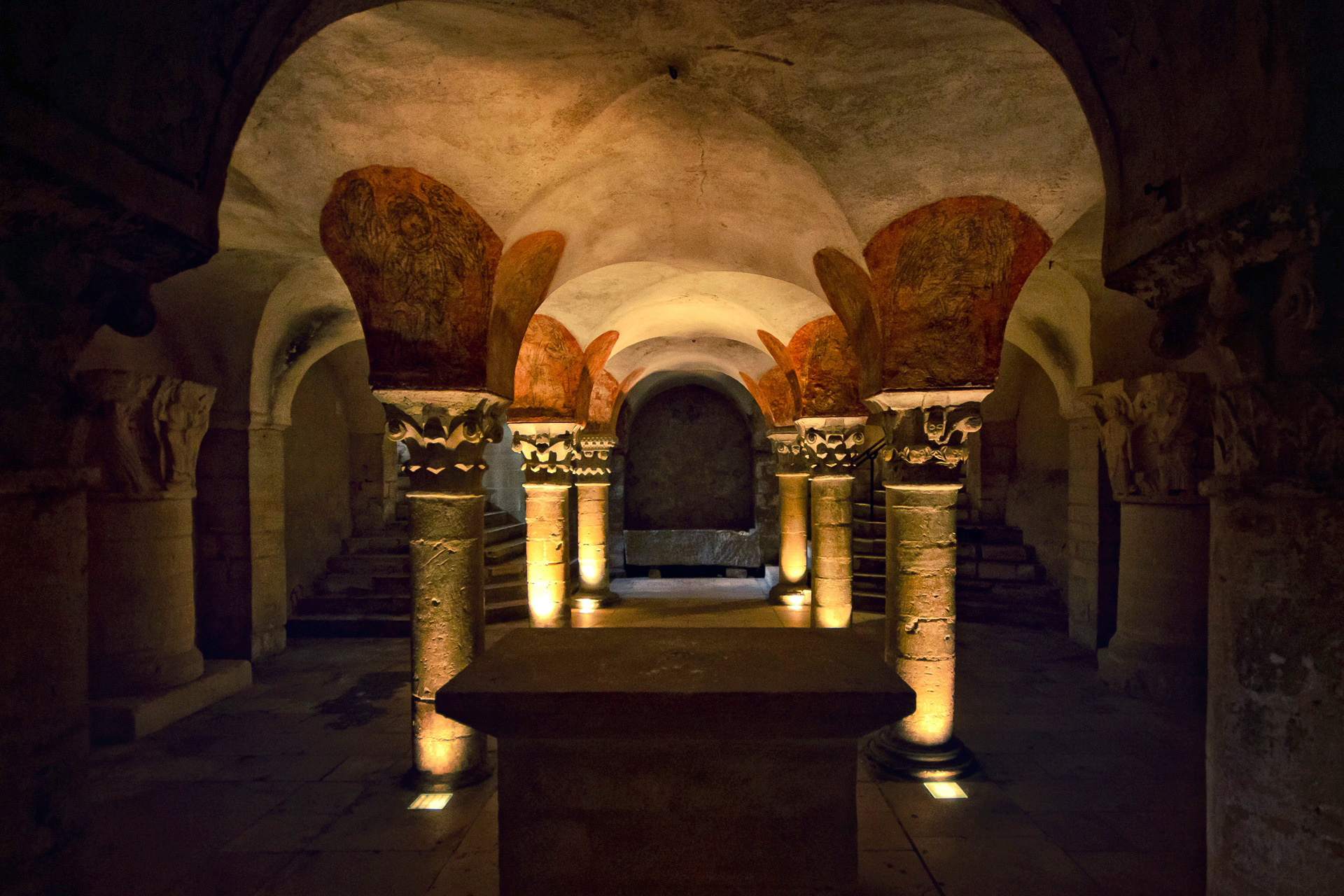
سرداب كاتدرائية بايوكس (Bayeux)، فرنسا (القرن الحادي عشر)
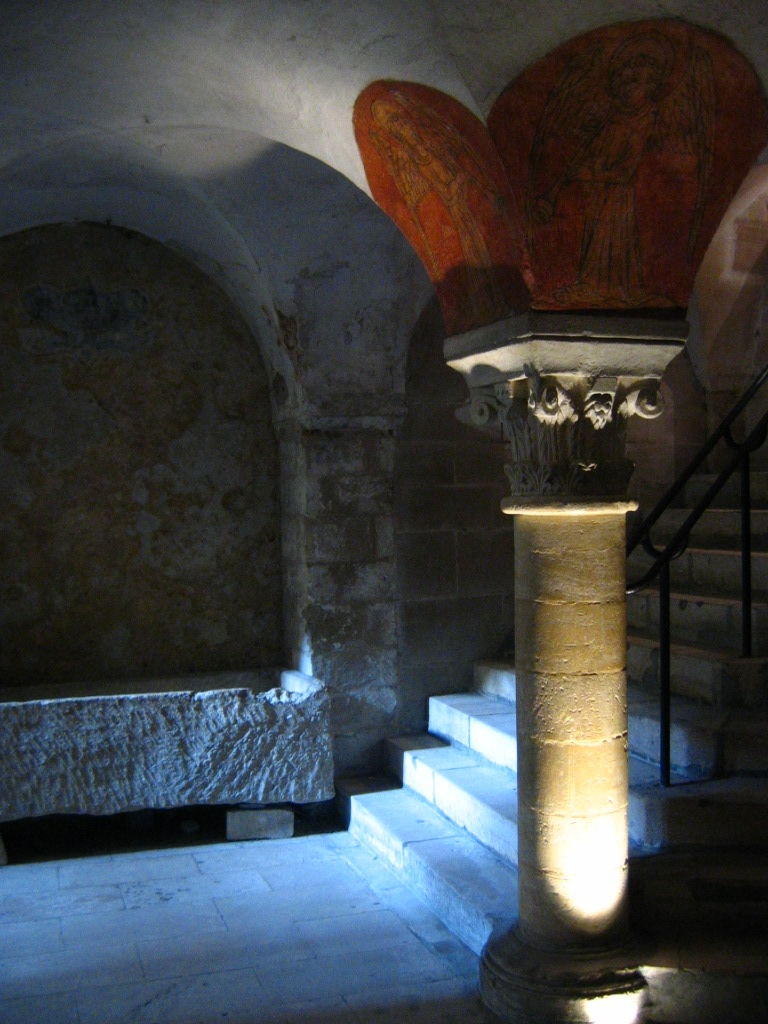
سرداب كاتدرائية بايوكس، فرنسا
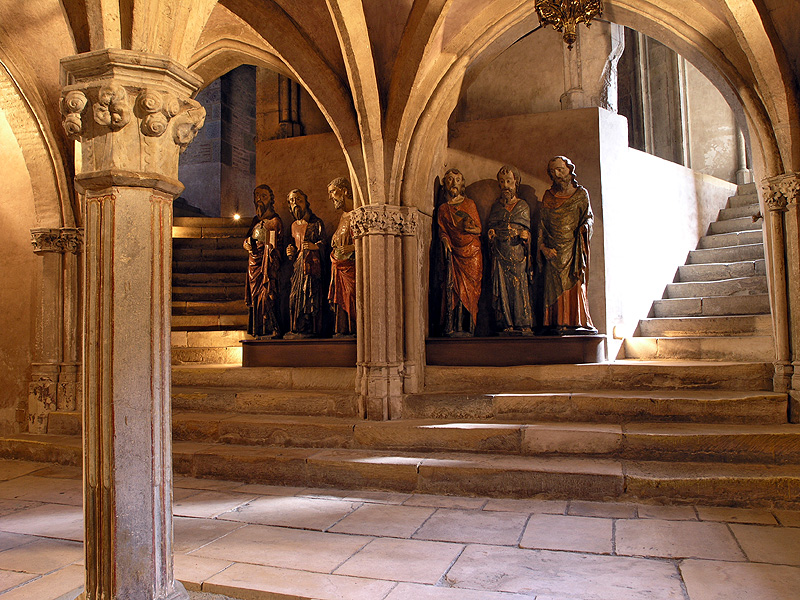
سرداب كاتدرائية القديس سيرنين (Sernin)، تولوز
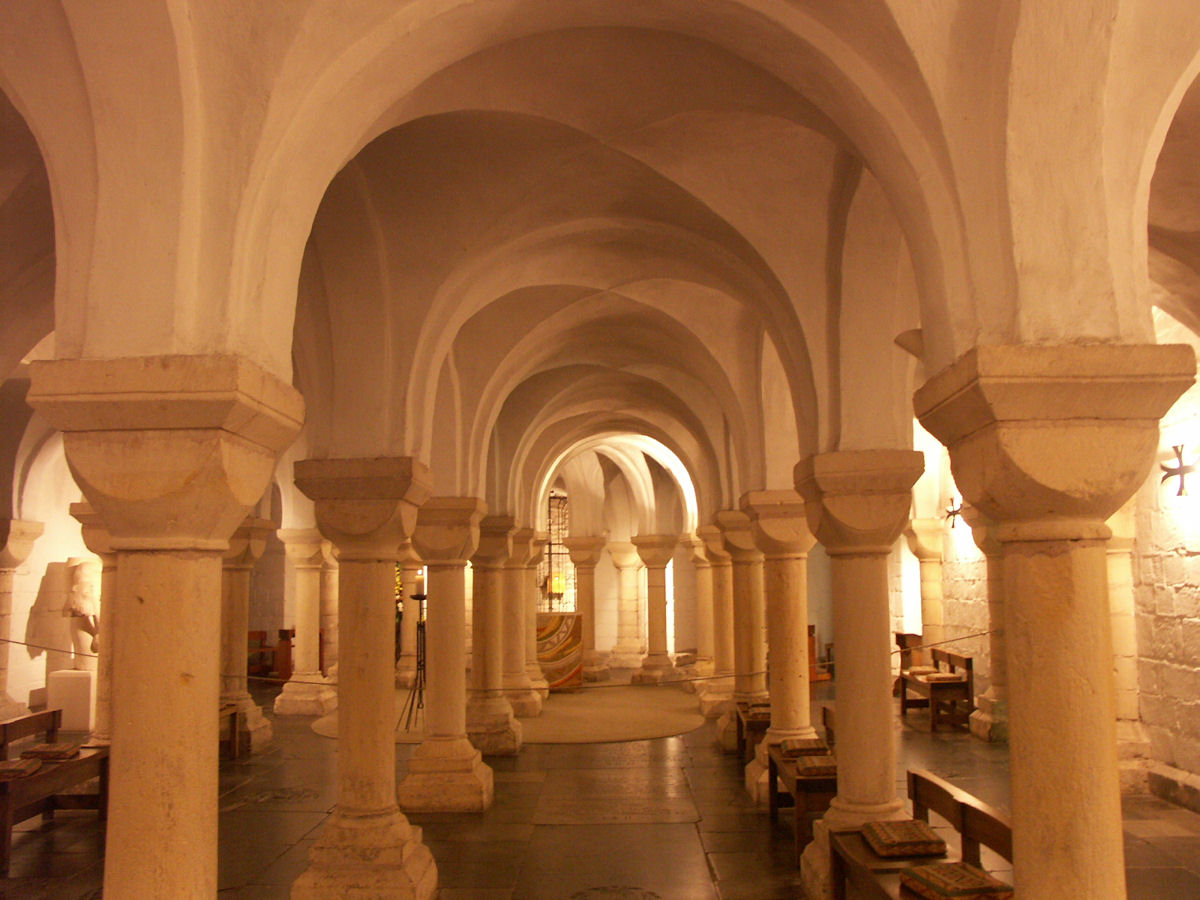
سرداب كاتدرائية ورسستر (Worcester)
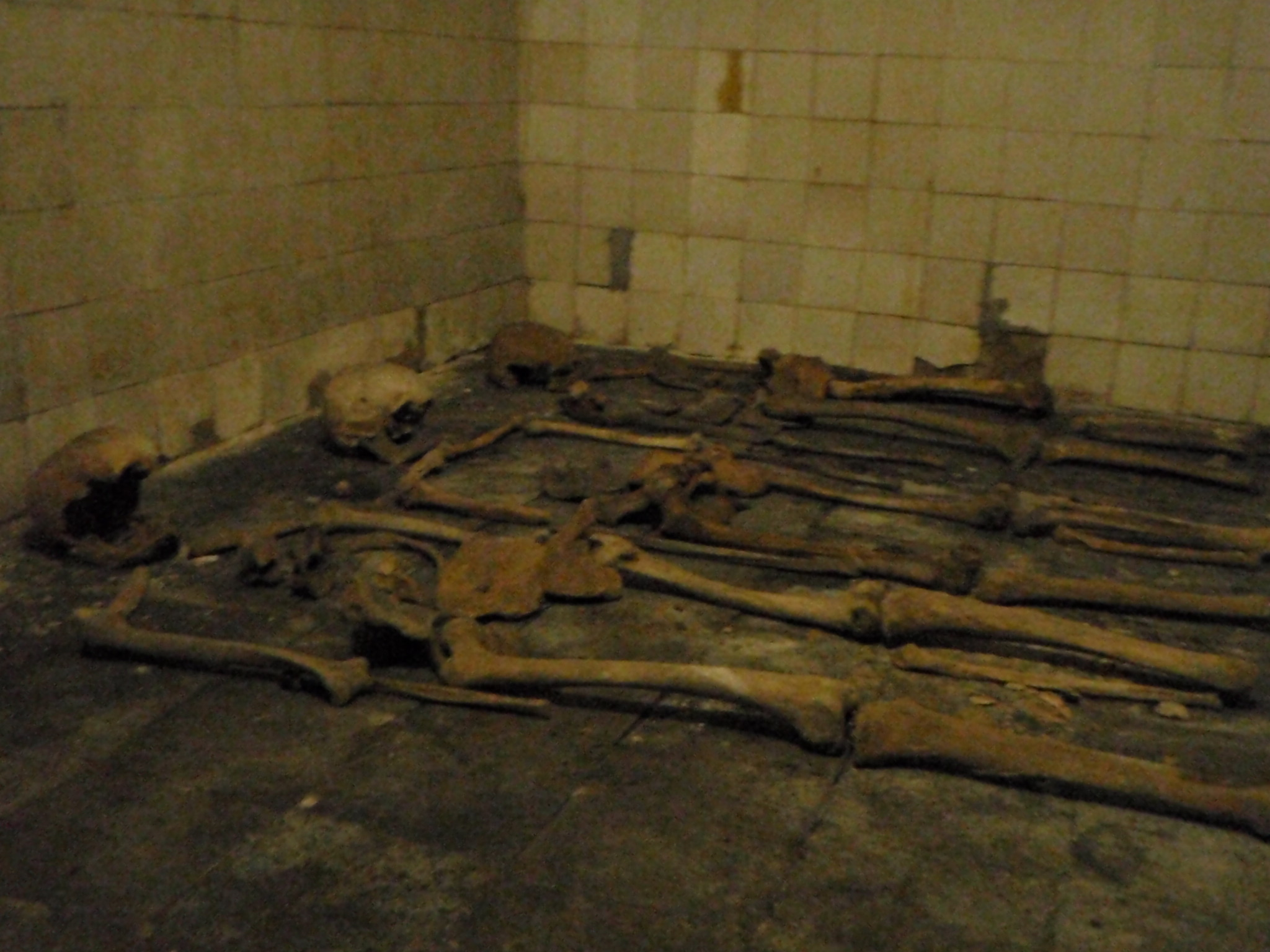
داخل سرداب كنيسة القديس أوسابيوس، آرنهيم
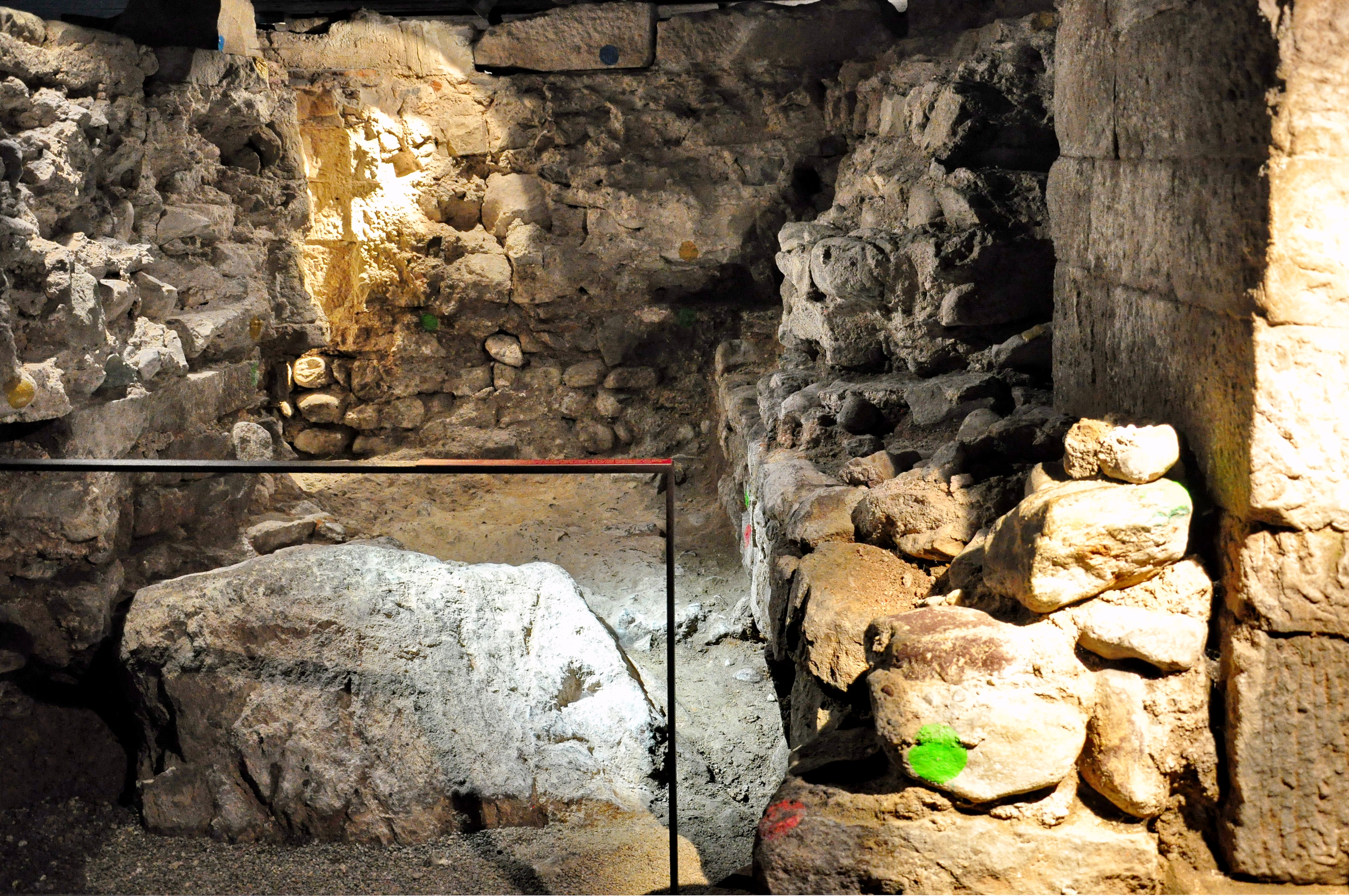
كنيسةواسيركيرتشي (Wasserkirche) زيورخ مع ما يسمى 'حجر الشهيد' (فيلكس وريجولا)